# Matthias Macher
Matthias Macher (auch Mathias) (* 8. Jänner 1793 in Oisnitz, Steiermark; † 27. Juni 1876 in Graz) war ein österreichischer Mediziner und Schriftsteller.

## Leben
Macher war zunächst ab 1828 in Mariazell als Distriktsphysikus tätig, ging aber ein Jahr später nach Hartberg. Von 1850 bis 1865 wirkte er als Bezirksarzt in Stainz.
Von ihm stammen mehrere medizinische und medizinhistorische Werke. Daneben veröffentlichte er aber auch politische Traktate, Beiträge zur steirischen Geschichte und Gedichte.

## Publikationen
- Die Kaltwasser-Heilanstalt zu St. Radegund am Schöckel bei Graz. Ein Führer für Kurgäste. Wien 1868
- Die lauteren Warmbäder (Akratothermen) des Herzogthumes Steiermark, Neuhaus, Topolschiz etc. nebst einer Beschreibung der Kaltwasser-Heilanstalt zu St. Radegund am Schöckel bei Graz. Graz 1867
- Medizinisch-statistische Topografie des Herzogtumes Steiermark: gekrönte Preisschrift. Graz 1860
- Wegweiser zu Ausflügen auf der Graz-Köflacher-Eisenbahn. [Illustr.] Graz 1860, [Nachdr.]. Graz 1860 (Nachdruck Graz 1991)
- Uebersicht der Heilwässer und Natur-Merkwürdigkeiten des Herzogthums Steiermark. Wien-Graz 1858
- Der Pilger zur Jubelfeier des 7. Jhds. der Gründung des Gnadenortes Maria Zell in Steiermark 1157. Eine historisch topographische Darstellung dieses Wallfahrtortes. 3. Aufl. Wien 1857
- Der neue Methusalem, oder lange leben und gesund bleiben ohne Doktor und Medizin: eine auf vieljährige Erfahrungen … gegründete praktische Anleitung zur Erzielung … der Gesundheit …; Ein Hausschatz für jede Familie …; Zwei Theile in einem Band. Wien 1854
- Handbuch der kaiserl. königl. Sanität-Gesetze und Verordnungen mit besonderer Beziehung auf die innerösterreichischen Provinzen. 1. Von den ältesten Zeiten bis Ende 1812. Wien 1846
- Das Apothekenwesen in den k. k. oestreichischen Staaten : Eine Darstellung der Geschichte des Apothekenwesens, der Rechte und Pflichten der Apotheker und jener Aerzte, Chirurgen und Tierärzte, welche Hausapotheken halten. - Wien : Bauer & Dirnböck, 1840. Digitalisierte Ausgabe der Universitäts- und Landesbibliothek Düsseldorf
- Pastoral-Heilkunde: eine kurzgefaßte Pastoral-Anthropologie-Diätetik und Medizin mit besonderer Rücksicht auf die, in den k. k. östreichischen Staaten geltenden Sanität-Geseze und Verordnungen. Leipzig 1838
- Handbuch der gemeinen Chirurgie für Chirurgen-Lehrlinge und Gehilfen: mit besonderer Rücksicht auf die, in den k. k. östreichischen Staaten hierüber bestehenden Gesetzen und Verordnungen. Wien 1836
- Die den Gränzen der Steiermark nahen Heilwässer in Ungarn Kroatien und Illyrien (etc.). Graz 1834
- Das Römerbad nächst Tüffer in Steyermark in physikalisch-medicinischer Hinsicht dargestellt für Cur-Gäste. Graz 1826
- physikalisch-medicinische Beschreibung der Sauerbrunnen bei Rohitsch in Steyermark, mit Anleitung zum Gebrauche derselben an der Heilanstalt für Cur-Gäste. Wien und Gratz 1823